# Кристина де Суза
Леди Кристина де Суза (енгл. Lady Christina de Souza) измишљени је лик у британској научнофантастичној телевизијској серији Доктор Ху који је тумачила Мишел Рајан.
Кристина је била пријатељица Десетог и Једанаестог Доктора и имала је кратке пустоловине са обојицом. Иако је била британска аристократкиња нижег ранга, такође је била и лопов, провалница и зависница од адреналина која је крала више због узбуђења него због новца. Њени подвизи су били добро праћени − барем у Британији − што је Рорију Вилијамсу омогућило да је одмах препозна.

## Концепт
Описана као „међународна жена мистерије – и повремена крадљивица драгуља”, леди Кристина де Суза има „мистериозну прошлост” према сценаристи Раселу Т Дејвису. Дејвис даље наводи да леди Кристина има „велики утицај на Доктора” када се упознају у „Планети мртвих”. Леди Кристина „воли екстреме” према глумици Мишел Рајан, која се поистовећује са својим ликом у том погледу. Рајанова тврди да је леди Кристина „зависница од адреналина” и „веома дрска и харизматична”, као и да је „у томе чисто због узбуђења и због себе и због авантуре [...] увек јурећи за следећим врхом”. Рајанова описује леди Кристину као „заиста забаван, заиста кул лик” и примећује да постоји „хемија између ње и Доктора”. Режисер „Планете мртвих”, Џејмс Стронг, описује романсу између леди Кристине и Доктора као „добри старомодни флерт”.
Упитан какву врсту сапутнице Рајанова глуми, Стронг је рекао:
Вратили смо се основама – она је вероватно више традиционална, романтична врста хероине из Афере Томаса Крауна [...] док је Кетрин Тејт, која глуми Дону, била нешто попут најбољег пријатеља. Подсећа ме на Роуз, јер можда постоји добра старомодна романтична веза између њих. Млада је, лепа је, секси, али док је Роуз била сасвим обична, нормална девојка, леди Кристина је дама, она има веома привилеговано, веома елитно порекло. Она је другачија од свих сапутника које смо икада имали по томе што не жели посебно да се ухвати у коштац са Доктором. Она има нешто своје, тако да је веома дорасла Доктору и веома му је равна. Често у авантури Доктор преузима контролу и свако ће радити оно што он каже. Она у великој мери држи ствари под контролом – њих двоје спарингују, боре се једно против другог да прођу кроз ову авантуру.

## Историја лика
Леди Кристина је аристократкиња коју такав начин живота досађује и која се бави провалама због узбуђења које пружају. Прогоњена од стране полиције након што је украла непроцењиви средњовековни пехар за пиће из Међународне галерије у Лондону, леди Кристина се укрцава у аутобус неколико тренутака пре него што је неочекивано ушао у црвоточину и био пребачен на ванземаљску планету Сан Хелиос. Она се удружује са Доктором, који се такође налазио у аутобусу, да би се одбранила од ванземаљских предатора и вратила се на Земљу.
Мишел Рајан тврди да ова авантура представља „право путовање за Кристину, јер [...] Доктор [...] ју је натерао да схвати да може да искористи много својих вештина као део тима, а не само за себе”.

## Кастинг
BBC је 23. јануара 2009. потврдио избор Мишел Рајан за улогу Кристине де Сузе и тиме привукао медијску пажњу на глумицу због њених недавних истакнутих улога у серијама Истендерси, Џекил, Бионичка жена и Мерлин. Она је изјавила да је „велика обожаватељка Доктора Хуа и да је [била] веома узбуђена што ће се придружити Дејвиду Тенанту и екипи серије”. Расел Т. Дејвис је прокоментарисао да је „Мишел једна од најтраженијих младих глумица у земљи” и да су „са одушевљењем објавили да ће се она придружити тиму.” Рајанова је описала свој кастинг као „праву част”, напомињући да „воли свој лик”.
Причало се да ће Рајанова бити потенцијална стална сапутница будућег Једанаестог Доктора (Мет Смит), а њена улога у „Планети мртвих”, у комбинацији са њеном ранијом сарадњом са будућим шоуранером Стивеном Мофатом на серији Џекил, подстакло је спекулације да би се она могла вратити Доктору Хуу у петом серијалу. Сама Рајанова је изјавила да је отворена за повратак свом лику, међутим, такође је навела да се „тренутно плаши дужег везивања”, као и да на свој лик гледа као на „некога ко је ту за ову једнократну авантуру”. Накнадно су се појавиле информације је да је Рајанова била на аудицији да замени Били Пајпер у улози сапутнице када је њен лик, Роуз Тајлер, напустио серију 2006. године, али да није успела да добије улогу. Рајанова је касније изјавила да то није истина.

## Промоција
BBC News је интервјуисао Мишел Рајан о њеној улози леди Кристине. Она је похвалила своје колеге и „породичну атмосферу” на сету и описала Доктора Хуа као „заиста нешто посебно на чему је радила”. Дана 9. априла 2009. Рајанова је гостовала у радио-емисији Стив Рајт поподне, као и у Емисији Џастина Лија Колинса на каналу ITV2 како би промовисала „Планету мртвих”. Након приказивања трејлера за епизоду у потоњој емисији, Рајанова је описала „фантастично” време које је провела на снимању у Кардифу и Дубаију.